# Pseudophaloe schausii
Pseudophaloe schausii är en fjärilsart som beskrevs av Edwards 1884. Pseudophaloe schausii ingår i släktet Pseudophaloe och familjen björnspinnare. Inga underarter finns listade.